# ناصر علیزاده
ناصر علیزاده (زاده ۲۹ آذر ۱۳۷۷ در  چمستان (نور)، مازندران) کشتی‌گیر فرنگی‌کار ایرانی است که نخستین بار در پاییز ۱۳۹۹ توسط محمد بنا به عنوان پدیدهٔ کشتی لیگ برتر ایران به تیم ملی دعوت شد.
از افتخارات وی می‌توان به کسب سه مدال طلا مسابقات قهرمانی کشتی آسیا ۲۰۲۱، مسابقات قهرمانی کشتی آسیا ۲۰۲۲ و مسابقات قهرمانی کشتی آسیا ۲۰۲۳ و مدال نقره بازی‌های آسیایی ۲۰۲۲ اشاره کرد.

## فعالیت حرفه‌ای ورزشی

### قهرمانی آسیا ۲۰۲۱
ناصر علیزاده پس از استراحت در دور اول در دور دوم مقابل نورسلطان تورسینوف قهرمان آسیا از قزاقستان با نتیجه ۳ بر یک به پیروزی دست یافت. وی در کشتی بعد و در مرحله نیمه نهایی نیز با نتیجه ۱۰ بر ۴ از سد رستم آساکالوف دارنده مدال نقره و برنز جهان از ازبکستان گذشت و به دیدار فینال راه یافت. علیزاده در این دیدار با نتیجه ۳ بر یک مقابل اتابیک عزیزوف از قرقیزستان به پیروزی رسید و به مدال طلا دست یافت.

### زیر ۲۳ سال جهان ۲۰۲۱
در وزن ۸۷ کیلوگرم ناصر علیزاده در دور اول با نتیجه ۳ بر ۱ مغلوب الکساندر کوماروف دارنده مدال برنز اروپا از روسیه شد و با توجه به حضور این کشتی گیر در دیدار فینال به گروه بازنده‌ها رفت. وی ابتدا با نتیجه ۸ بر صفر کومار سونیل از هند را مغلوب کرد و پس از آن مقابل ماکسات سایلایو از قزاقستان با نتیجه ۸ بر صفر به پیروزی رسید و راهی دیدار رده بندی شد. وی در این دیدار مقابل تموری چکاسلیدزه از گرجستان با نتیجه ۱۵ بر ۷ به برتری دست یافت و صاحب مدال برنز شد.

### قهرمانی آسیا ۲۰۲۲
در وزن ۸۷ کیلوگرم ناصر علیزاده در دور اول با نتیجه ۷ بر یک مقابل ملیس آیتبکوف از قرقیزستان را مغلوب کرد و راهی مرحله نیمه نهایی شد. وی در این مرحله مقابل نورسلطان تورسینوف قهرمان آسیا از قزاقستان با نتیجه ۳ بر صفر به برتری دست یافت و راهی دیدار فینال شد. وی در این دیدار با نتیجه ۳ بر ۱ از سد جالگاسبای بردیموراتوف دارنده مدال برنز جهان از ازبکستان گذشت و به مدال طلا دست یافت.

### قهرمانی جهان ۲۰۲۲
علیزاده در دور اول با نتیجه ۶ بر ۵ میرکو مینگزی از ایتالیا را مغلوب کرد. وی در دور بعد با نتیجه ۵ بر ۳ اتابیک عزیزوف از قرقیزستان را شکست داد و راهی مرحله یک چهارم نهایی شد. وی در این مرحله با نتیجه ۲ بر ۱ مغلوب تورپال بیسلطانوف قهرمان اروپا از دانمارک شد و با توجه به حضور این کشتی‌گیر در دیدار فینال، وی نیز به گروه بازنده ها رفت. علیزاده امروز در این گروه با نتیجه ۹ بر صفر مقابل بارتلمی شوشا از کنگو به پیروزی دست یافت و راهی دیدار رده‌بندی شد. وی برای کسب مدال برنز به مصاف علی چنگیز از ترکیه رفت و با نتیجه ۷ بر یک شکست خورد و در رده پنجم قرار گرفت.

### قهرمانی آسیا ۲۰۲۳
در وزن ۸۷ کیلوگرم ناصر علیزاده پس از استراحت در دور اول، در دور دوم و در مرحله یک چهارم نهایی با نتیجه ۱ بر ۱ ماساتو سومی از ژاپن را مغلوب کرد و به مرحله نیمه نهایی راه یافت. وی در این مرحله با نتیجه ۷ بر ۲ سونیل کومار از هند را از پیش رو برداشت و راهی دیدار فینال شد. علیزاده در دیدار پایانی با نتیجه ۸ بر صفر نورسلطان تورسینوف از قزاقستان را مغلوب کرد و سومین مدال را برای کشورمان صید کرد.

### قهرمانی جهان ۲۰۲۳
در وزن ۸۷ کیلوگرم ناصر علیزاده پس از استراحت در دور اول، در دور دوم با نتیجه ۶ بر ۴ مقابل ایلیا پاگکالیدیس از یونان به پیروزی رسید. وی در دور بعد مقابل آرکادیوسازا کولینیج دارنده مدال برنز جهان از لهستان با نتیجه ۴ بر ۴ به پیروزی رسید و راهی مرحله یک چهارم نهایی شد. وی در این مرحله با نتیجه ۹ بر ۴ مغلوب نورسلطان تورسینوف از قزاقستان شد و با توجه به شکست این کشتی گیر در مرحله نیمه نهایی، علیزاده حذف شد.

### بازی های آسیایی ۲۰۲۲
در وزن ۸۷ کیلوگرم ناصر علیزاده در دور اول با نتیجه ۷ بر یک اتابیک عزیزوف از قرقیزستان را شکست داد. وی در دور بعد با عظیم آنامامدو از ترکمنستان کشتی گرفت و ۷ بر یک او را شکست داد و راهی مرحله نیمه نهایی شد. علیزاده در این مرحله با نتیجه ۵ بر یک مقابل سونیل کومار از هند به برتری رسید و فینالیست شد. وی در مرحله فینال به مصاف جالگاسبای بردی‌مرادف از ازبکستان رفت که با نتیجه ۷ بر ۴ مغلوب شد و به مدال نقره رسید.

### قهرمانی آسیا ۲۰۲۴
در وزن ۸۷ کیلوگرم ناصر علیزاده پس از استراحت در دور اول، در دور دوم با نتیجه ۸ بر ۱ آتابک عزیزبیکوف از قرقیزستان را شکست داد و به مرحله نیمه نهایی راه یافت. وی در این مرحله با نتیجه ۱ بر ۱ از سد ماساتو سومی از ژاپن گذشت و به دیدار فینال راه یافت. علیزاده در این دیدار به مصاف نورسلطان تورسینوف از قزاقستان رفت و در پایان با نتیجه ۵ بر صفر برابر این حریف به برتری دست یافت و صاحب مدال طلا شد.